# Война виски
Война́ ви́ски, также известная как Спиртоно́сная война́, Война́ фла́гов или Алкого́льные во́йны, — название территориального спора между Данией и Канадой из-за небольшого необитаемого острова Ханс (Ганс), расположенного в проливе Кеннеди между Гренландией и территориями Канады.
Спор был урегулирован летом 2022 года на фоне российского вторжения в Украину.

## Предыстория
Ханс (также Ганс) — небольшой необитаемый остров площадью 1,2 км², расположенный в проливе Кеннеди (части пролива Нэрса), который разделяет Гренландию, принадлежащую Датскому королевству, и остров Элсмир, принадлежащий Канаде.
В 1880 году Великобритания передала Канаде все свои владения в Арктике, однако по причине использования устаревших карт XVI века остров Ханс не был включён в документы. В 1920-х годах датские исследователи составили более подробное описание местности, обозначив остров на карте. Правительство Дании приняло решение включить его в состав королевства.
В 1933 году остров признан территорией Дании Постоянной палатой международного правосудия Лиги Наций, однако с её роспуском признание практически потеряло вес.

## Начало «войны»
В 1970-х годах между Канадой и Данией начались переговоры по поводу границ в проливе Нэрса. 1973 годом считается начала Войны виски. В этом году стороны в целом пришли к соглашению о границах, однако принадлежность острова Ханс согласована не была. Причиной этому послужило равная удалённость острова как от берега Канады, так и от берега Гренландии — 18 километров. Согласно Международному праву, обе страны могли претендовать на него. Решение судьбы острова было отложено на потом.
В 1983 году Канада выдала разрешение канадской нефтяной компании Dome Petroleum на создание научного лагеря на острове Ханс, занимающегося исследованием влияния морского льда на буровые установки. В 1983 году гренландский журналист, посетивший остров, встретился с учёным компании. Его статья, появившаяся в гренландской газете Hainang, привлекла внимание как датских, так и канадских властей.
В 1984 году на острове высадились канадские военные. Они водрузили флаг Канады, оставили бутылку канадского виски и записку с надписью «Добро пожаловать в Канаду». Через несколько недель на остров прибыл министр Дании по делам Гренландии и ответил заменой канадского флага на датский, оставив бутылку шнапса и записку с текстом «Добро пожаловать на датский остров». Существуют также данные, что сначала на остров прибыл министр Дании по делам Гренландии.

## Основные события «войны»
В течение следующих лет военные Дании и Канады продолжали оставлять на острове бутылки с алкоголем, флаги и записки. Алкоголь, возможно, привлекал проплывавших поблизости моряков.
8 августа 2005 года было объявлено, что Канада желает начать переговоры относительно острова Ханс. Тогдашний премьер-министр Дании Андерс Фог Расмуссен поддержал переговоры, заявив о недопустимости «войны флагов» в современном мире. 16 августа 2005 года министр иностранных дел Дании Пер Стиг Меллер заявил о готовности обеих сторон приступить к переговорам. Правительство Гренландии поддержало решение. В случае, если им не удалось бы достичь соглашения, стороны договорились обратиться в Международный суд ООН в Гааге. Министр иностранных дел Канады Пьер Петтигрю заявил в интервью The Canadian Press о маловероятности такого исхода и своих намерениях изложить историческую принадлежность острова Канаде.
19 сентября 2005 года министры иностранных дел Канады и Дании встретились в Нью-Йорке. Петтигрю заявил, что страны будут работать вместе, «чтобы оставить этот вопрос позади», но продолжал настаивать на принадлежности острова Канаде.
В июле 2007 года канадские власти опубликовали новые спутниковые фотографии и признали, что остров находится на морской территории Канады не полностью, как предполагалось до этого, морская граница с Данией проходит примерно через середину острова. Переговоры с Данией продолжились.
В 2018 году стороны создали совместную рабочую группу для урегулирования конфликта.

## Урегулирование конфликта
14 июня 2022 года в Оттаве состоялась встреча Мелани Жоли и Йеппе Кофода, министров иностранных дел Канады и Дании соответственно, а также премьер-министра Гренландии Мюте Эгеде. Они подписали соглашение, завершившее конфликт. По его условиям, остров был разделён по расщелине в его центре, проходящей с севера на юг; 60 % острова достались Дании, остальные 40 % — Канаде. Стороны обменялись бутылками алкоголя. Мелани Жоли назвала конфликт «самой дружелюбной из всех войн». Соглашение не будет ограничивать передвижение по острову. После вступления соглашения в силу Канада и Дания установят самую длинную морскую границу в мире — 3882 км.
Окончание спора произошло на фоне российского вторжения в Украину. Министр иностранных дел Канады Мелани Жоли заявила: «Мы создаём прецедент. Мы показываем другим государствам, как можно решать территориальные споры». В ответ глава МИД Дании Йеппе Кофод отметил, что это соглашение «очень нужно в такие времена, когда уважение к порядку, установленному на базе международного права, находится под угрозой».